# الفی سولومونز
اَلفی سولومونز یک شخصیت خیالی با بازی تام هاردی در درام جنایی دوره ای بریتانیایی پیکی بلایندرز است. او رهبر یک باند یهودی مستقر در شهر کمدن است و در فصل دوم معرفی شد.